# (1260) Walhalla
(1260) Walhalla – planetoida z grupy pasa głównego asteroid okrążająca Słońce w ciągu 4 lat i 84 dni w średniej odległości 2,61 au. Została odkryta 29 stycznia 1933 roku w Landessternwarte Heidelberg-Königstuhl w Heidelbergu przez Karla Reinmutha. Nazwa planetoidy pochodzi od Walhalli, siedziby Odyna oraz poległych w chwale wojowników w mitologii nordyckiej. Przed nadaniem nazwy planetoida nosiła oznaczenie tymczasowe (1260) 1933 BW.